# Laguna Verde (El Progreso)
A  Laguna Verde (El Progreso) é um lago localizado na Guatemala. Localiza-se no departamento de El Progreso, Município de San Antonio La Paz.